# Campionati europei di BMX 2018
I Campionati europei di BMX 2018 si sono svolti a Glasgow, Regno Unito, il 10 e 11 Agosto 2018. I campionati facevano parte dei primi Campionati europei insieme a sei altre discipline, disputati tra Glasgow e Berlino.
Nel 2018, per la prima volta, i Campionati europei di tutte e quattro le specialità del Ciclismo: (Strada, Pista, BMX e Mountain bike) hanno avuto luogo nella stessa sede e nel medesimo periodo dell'anno.

## Risultati

### Uomini
| Pos. | Nome          | Paese       | Tempo  |
| ---- | ------------- | ----------- | ------ |
|      | Kyle Evans    | Regno Unito | 34.715 |
|      | Kye Whyte     | Regno Unito | 35.572 |
|      | Sylvain André | Francia     | 35.458 |

### Donne
| Pos. | Nome                       | Paese       | Tempo  |
| ---- | -------------------------- | ----------- | ------ |
|      | Laura Smulders             | Paesi Bassi | 38.700 |
|      | Simone Tetsche Christensen | Danimarca   | 38.965 |
|      | Yaroslava Bondarenko       | Russia      | 40.067 |

## Medagliere
Il paese organizzatore è evidenziato in color lavanda
| Posiz. | Nazione     | Oro | Argento | Bronzo | Totale |
| ------ | ----------- | --- | ------- | ------ | ------ |
| 1      | Regno Unito | 1   | 1       | 0      | 2      |
| 2      | Paesi Bassi | 1   | 0       | 0      | 1      |
| 3      | Danimarca   | 0   | 1       | 0      | 1      |
| 4      | Francia     | 0   | 0       | 1      | 1      |
| 4      | Russia      | 0   | 0       | 1      | 1      |
| Total  | Total       | 2   | 2       | 2      | 6      |